# Слайд-бар

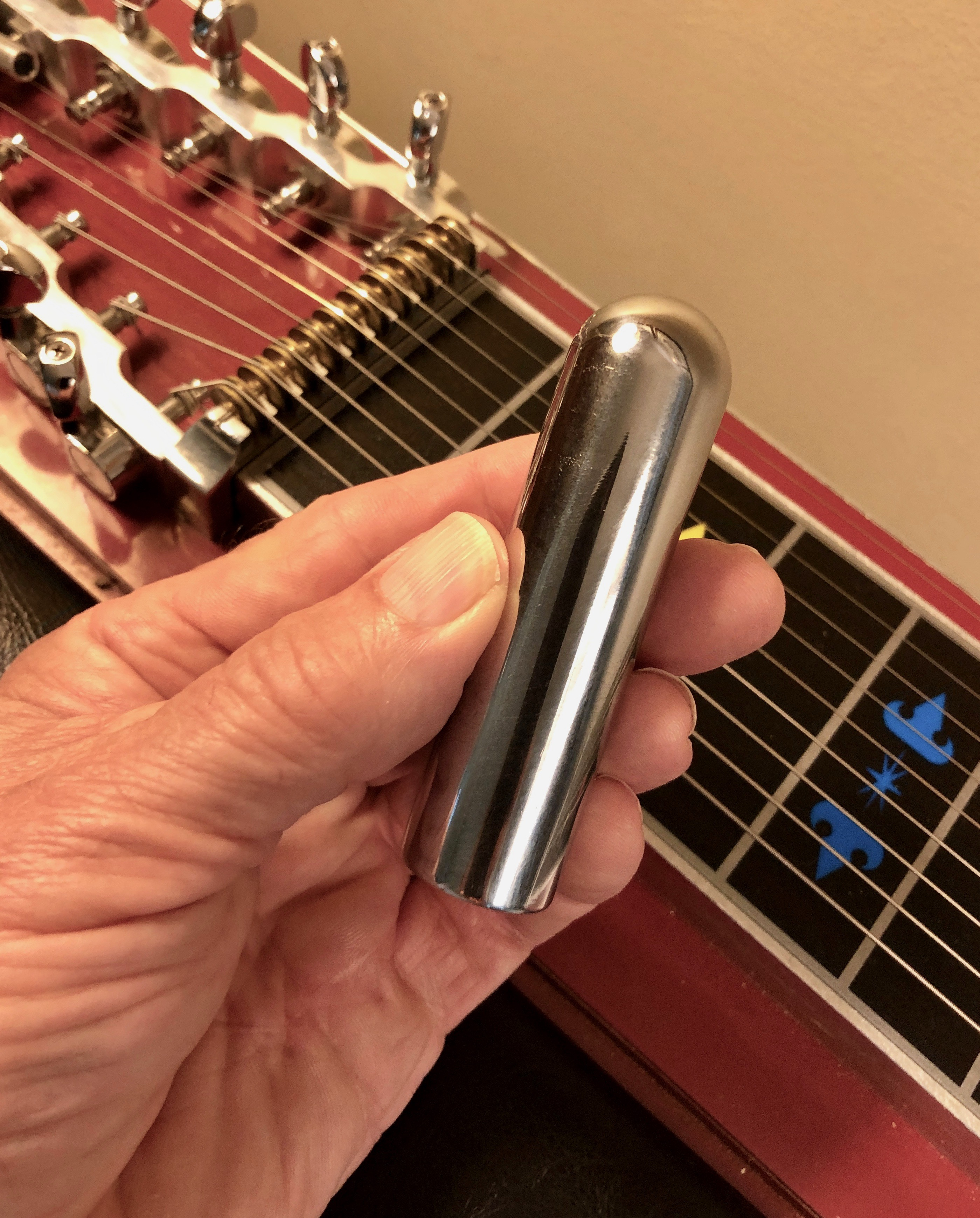
Cлайд-бар (тонбар), використовуваний для гри на певних типах сталевих гітар.

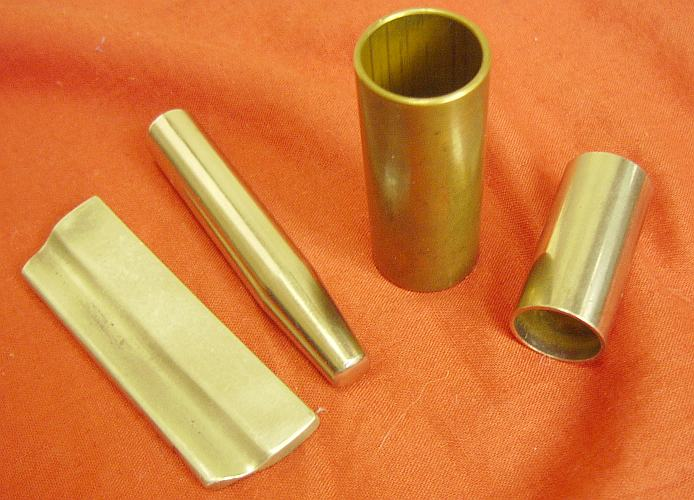
Кілька видів гітарних слайдів.

Сталь бар, який зазвичай називають «сталь», але також називають тон бар, слайд-баром, гітарним слайдом,  або просто слайдом. Є гладким твердим предметом, яка притискається до струн, щоб грати на сталевій гітарі, і сам по собі походить від назви «сталева гітара». Пристрій може являти собою твердий брусок, який тримається в руці, або трубчастий предмет, який носить гравець надітий на палець. Замість того, щоб натискати кінчиками пальців на струни проти ладів, як грає на традиційній гітарі, гітарист використовує один із цих предметів, притискаючи струни однією рукою, а іншою перебираючи струни, щоб отримати можливість грати плавне глісандо та глибоке вібрато яке неможливо грати під час гри пальцями на ладах.
Суцільна смуга зазвичай використовується, коли на інструменті гравець грає на колінах (на колінах) або в іншому горизонтальному положенні, що історично називається «гавайським стилем». Він використовується в багатьох жанрах музики, але зазвичай асоціюється з американським кантрі.
Трубчаста модель зазвичай використовується в блюзовій і рок-музиці, коли гравець тримає гітару в традиційному положенні (плоско до тіла). Тоді це називається "слайд", а стиль - "слайд-гітара". Ранні блюзові музиканти вставляли палець у відрізане горлечко пляшки, щоб використовувати його як гірку, і термін «вузьке місце» став епонімом цього типу блюзової гри на гітарі.